# Far from the Sun
Far from the Sun je šesti studijski album finske Heavy Metal skupine Amorphis, izdan leta 2003.

## Seznam pesmi
1. Day of Your Beliefs - 5:04
2. Planetary Misfortune - 4:27
3. Evil Inside - 3:57
4. Mourning Soil - 3:47
5. Far from the Sun - 4:00
6. Ethereal Solitude - 4:30
7. Killing Goodness - 3:55
8. God of Deception - 3:38
9. Higher Ground - 5:39
10. Smithereens - 4:51